# Kurt Frederick
Kurt Frederick (27 aprile 1991) è un calciatore santaluciano, difensore degli Williams Connections.

## Carriera

### Nazionale
Ha collezionato 44 presenze in nazionale.

## Statistiche

### Cronologia presenze e reti in nazionale
Aggiornato all'11 giugno 2023

| Cronologia completa delle presenze e delle reti in nazionale ― Saint Lucia | Cronologia completa delle presenze e delle reti in nazionale ― Saint Lucia | Cronologia completa delle presenze e delle reti in nazionale ― Saint Lucia | Cronologia completa delle presenze e delle reti in nazionale ― Saint Lucia | Cronologia completa delle presenze e delle reti in nazionale ― Saint Lucia | Cronologia completa delle presenze e delle reti in nazionale ― Saint Lucia | Cronologia completa delle presenze e delle reti in nazionale ― Saint Lucia | Cronologia completa delle presenze e delle reti in nazionale ― Saint Lucia |
| Data                                                                       | Città                                                                      | In casa                                                                    | Risultato                                                                  | Ospiti                                                                     | Competizione                                                               | Reti                                                                       | Note                                                                       |
| -------------------------------------------------------------------------- | -------------------------------------------------------------------------- | -------------------------------------------------------------------------- | -------------------------------------------------------------------------- | -------------------------------------------------------------------------- | -------------------------------------------------------------------------- | -------------------------------------------------------------------------- | -------------------------------------------------------------------------- |
| 21-9-2010                                                                  | Saint John's                                                               | Trinidad e Tobago                                                          | 3 – 0                                                                      | Saint Lucia                                                                | Amichevole                                                                 | -                                                                          |                                                                            |
| 13-10-2010                                                                 | Paramaribo                                                                 | Guyana                                                                     | 1 – 0                                                                      | Saint Lucia                                                                | Qualificazioni alla Coppa dei Caraibi 2010                                 | -                                                                          |                                                                            |
| 15-10-2010                                                                 | Paramaribo                                                                 | Suriname                                                                   | 2 – 1                                                                      | Saint Lucia                                                                | Qualificazioni alla Coppa dei Caraibi 2010                                 | -                                                                          |                                                                            |
| 17-10-2010                                                                 | Paramaribo                                                                 | Saint Lucia                                                                | 2 – 2                                                                      | Antille Olandesi                                                           | Qualificazioni alla Coppa dei Caraibi 2010                                 | -                                                                          |                                                                            |
| 9-7-2011                                                                   | Oranjestad                                                                 | Aruba                                                                      | 4 – 2                                                                      | Saint Lucia                                                                | Qual. Mondiali 2014                                                        | -                                                                          | 52’                                                                        |
| 12-7-2011                                                                  | Castries                                                                   | Saint Lucia                                                                | 4 – 2 (9 - 6 dtr)                                                          | Aruba                                                                      | Qual. Mondiali 2014                                                        | 1                                                                          |                                                                            |
| 21-8-2011                                                                  | Bridgetown                                                                 | Barbados                                                                   | 4 – 0                                                                      | Saint Lucia                                                                | Amichevole                                                                 | -                                                                          | 80’                                                                        |
| 3-9-2011                                                                   | Toronto                                                                    | Canada                                                                     | 4 – 1                                                                      | Saint Lucia                                                                | Qual. Mondiali 2014                                                        | -                                                                          |                                                                            |
| 7-9-2011                                                                   | Gros Islet                                                                 | Saint Lucia                                                                | 2 – 4                                                                      | Saint Kitts e Nevis                                                        | Qual. Mondiali 2014                                                        | -                                                                          |                                                                            |
| 8-10-2011                                                                  | Gros Islet                                                                 | Saint Lucia                                                                | 0 – 7                                                                      | Canada                                                                     | Qual. Mondiali 2014                                                        | -                                                                          |                                                                            |
| 12-10-2011                                                                 | Basseterre                                                                 | Saint Kitts e Nevis                                                        | 1 – 1                                                                      | Saint Lucia                                                                | Qual. Mondiali 2014                                                        | -                                                                          |                                                                            |
| 12-11-2011                                                                 | Gros Islet                                                                 | Saint Lucia                                                                | 0 – 4                                                                      | Porto Rico                                                                 | Qual. Mondiali 2014                                                        | -                                                                          |                                                                            |
| 15-11-2011                                                                 | Mayagüez                                                                   | Porto Rico                                                                 | 3 – 0                                                                      | Saint Lucia                                                                | Qual. Mondiali 2014                                                        | -                                                                          |                                                                            |
| 21-10-2012                                                                 | Gros Islet                                                                 | Saint Lucia                                                                | 5 – 1                                                                      | Curaçao                                                                    | Qualificazioni alla Coppa dei Caraibi 2012                                 | 1                                                                          |                                                                            |
| 23-10-2012                                                                 | Gros Islet                                                                 | Saint Lucia                                                                | 1 – 0                                                                      | Saint Vincent e Grenadine                                                  | Qualificazioni alla Coppa dei Caraibi 2012                                 | -                                                                          |                                                                            |
| 25-10-2012                                                                 | Gros Islet                                                                 | Saint Lucia                                                                | 0 – 3                                                                      | Guyana                                                                     | Qualificazioni alla Coppa dei Caraibi 2012                                 | -                                                                          |                                                                            |
| 4-9-2014                                                                   | Basseterre                                                                 | Saint Kitts e Nevis                                                        | 0 – 0                                                                      | Saint Lucia                                                                | Qualificazioni alla Coppa dei Caraibi 2014                                 | -                                                                          |                                                                            |
| 5-9-2014                                                                   | Basseterre                                                                 | Saint Lucia                                                                | 2 – 0                                                                      | Guyana                                                                     | Qualificazioni alla Coppa dei Caraibi 2014                                 | -                                                                          |                                                                            |
| 7-9-2014                                                                   | Roseau                                                                     | Dominica                                                                   | 1 – 2                                                                      | Saint Lucia                                                                | Qualificazioni alla Coppa dei Caraibi 2014                                 | -                                                                          |                                                                            |
| 9-10-2014                                                                  | Couva                                                                      | Antigua e Barbuda                                                          | 2 – 1                                                                      | Saint Lucia                                                                | Qualificazioni alla Coppa dei Caraibi 2014                                 | 1                                                                          |                                                                            |
| 11-10-2014                                                                 | Couva                                                                      | Trinidad e Tobago                                                          | 2 – 0                                                                      | Saint Lucia                                                                | Qualificazioni alla Coppa dei Caraibi 2014                                 | -                                                                          |                                                                            |
| 12-5-2015                                                                  | Gros Islet                                                                 | Saint Lucia                                                                | 1 – 1                                                                      | Dominica                                                                   | Amichevole                                                                 | -                                                                          |                                                                            |
| 14-5-2015                                                                  | Gros Islet                                                                 | Saint Lucia                                                                | 1 – 2                                                                      | Saint Vincent e Grenadine                                                  | Amichevole                                                                 | -                                                                          |                                                                            |
| 16-5-2015                                                                  | Gros Islet                                                                 | Saint Lucia                                                                | 0 – 2                                                                      | Grenada                                                                    | Amichevole                                                                 | -                                                                          |                                                                            |
| 11-6-2015                                                                  | Antigua                                                                    | Antigua e Barbuda                                                          | 1 – 3                                                                      | Saint Lucia                                                                | Qual. Mondiali 2018                                                        | -                                                                          |                                                                            |
| 15-6-2015                                                                  | Antigua                                                                    | Saint Lucia                                                                | 1 – 4                                                                      | Antigua e Barbuda                                                          | Qual. Mondiali 2018                                                        | 1                                                                          |                                                                            |
| 28-6-2017                                                                  | Saint George's                                                             | Saint Lucia                                                                | 2 – 1                                                                      | Saint Vincent e Grenadine                                                  | Amichevole                                                                 | 1                                                                          | Cap.                                                                       |
| 1-7-2017                                                                   | Saint George's                                                             | Grenada                                                                    | 2 – 0                                                                      | Saint Lucia                                                                | Amichevole                                                                 | -                                                                          | Cap. 86’                                                                   |
| 3-7-2017                                                                   | Saint George's                                                             | Barbados                                                                   | 1 – 1                                                                      | Saint Lucia                                                                | Amichevole                                                                 | -                                                                          | Cap. 58’ 79’                                                               |
| 5-7-2017                                                                   | Saint George's                                                             | Saint Lucia                                                                | 0 – 0                                                                      | Dominica                                                                   | Amichevole                                                                 | -                                                                          | 70’                                                                        |
| 8-9-2018                                                                   | Antigua                                                                    | Antigua e Barbuda                                                          | 0 – 3                                                                      | Saint Lucia                                                                | CONCACAF Nations League 2019-2020 - Qualificazione                         | -                                                                          |                                                                            |
| 17-10-2018                                                                 | Fort-de-France                                                             | Saint Lucia                                                                | 1 – 2                                                                      | Haiti                                                                      | CONCACAF Nations League 2019-2020 - Qualificazione                         | -                                                                          |                                                                            |
| 18-11-2018                                                                 | George Town                                                                | Isole Cayman                                                               | 0 – 0                                                                      | Saint Lucia                                                                | CONCACAF Nations League 2019-2020 - Qualificazione                         | -                                                                          |                                                                            |
| 28-2-2019                                                                  | Kingstown                                                                  | Grenada                                                                    | 1 – 0                                                                      | Saint Lucia                                                                | Amichevole                                                                 | -                                                                          | Cap.                                                                       |
| 3-3-2019                                                                   | Kingstown                                                                  | Saint Vincent e Grenadine                                                  | 2 – 1                                                                      | Saint Lucia                                                                | Amichevole                                                                 | -                                                                          | Cap.                                                                       |
| 4-3-2019                                                                   | Kingstown                                                                  | Saint Lucia                                                                | 1 – 1                                                                      | Dominica                                                                   | Amichevole                                                                 | -                                                                          | Cap. 55’                                                                   |
| 6-3-2019                                                                   | Kingstown                                                                  | Saint Lucia                                                                | 0 – 2                                                                      | Barbados                                                                   | Amichevole                                                                 | -                                                                          | Cap.                                                                       |
| 22-3-2019                                                                  | Antigua                                                                    | Saint Lucia                                                                | 3 – 2                                                                      | Aruba                                                                      | CONCACAF Nations League 2019-2020 - Qualificazione                         | -                                                                          |                                                                            |
| 8-9-2019                                                                   | San Salvador                                                               | El Salvador                                                                | 3 – 0                                                                      | Saint Lucia                                                                | CONCACAF Nations League 2019-2020 - 1º turno                               | -                                                                          |                                                                            |
| 10-9-2019                                                                  | Montserrat                                                                 | Montserrat                                                                 | 1 – 1                                                                      | Saint Lucia                                                                | CONCACAF Nations League 2019-2020 - 1º turno                               | 1                                                                          | 73’                                                                        |
| 13-10-2019                                                                 | Santo Domingo                                                              | Rep. Dominicana                                                            | 3 – 0                                                                      | Saint Lucia                                                                | CONCACAF Nations League 2019-2020 - 1º turno                               | -                                                                          |                                                                            |
| 15-10-2019                                                                 | Gros Islet                                                                 | Saint Lucia                                                                | 0 – 2                                                                      | El Salvador                                                                | CONCACAF Nations League 2019-2020 - 1º turno                               | -                                                                          | 74’                                                                        |
| 17-11-2019                                                                 | Gros Islet                                                                 | Saint Lucia                                                                | 1 – 0                                                                      | Rep. Dominicana                                                            | CONCACAF Nations League 2019-2020 - 1º turno                               | -                                                                          |                                                                            |
| 19-11-2019                                                                 | Gros Islet                                                                 | Saint Lucia                                                                | 0 – 1                                                                      | Montserrat                                                                 | CONCACAF Nations League 2019-2020 - 1º turno                               | -                                                                          |                                                                            |
| 9-6-2022                                                                   | Roseau                                                                     | Dominica                                                                   | 0 – 1                                                                      | Saint Lucia                                                                | CONCACAF Nations League 2022-2023 - 1º turno                               | -                                                                          | Cap.                                                                       |
| 12-6-2022                                                                  | Gros Islet                                                                 | Saint Lucia                                                                | 2 – 0                                                                      | Anguilla                                                                   | CONCACAF Nations League 2022-2023 - 1º turno                               | -                                                                          | Cap.                                                                       |
| 17-11-2022                                                                 | Gros Islet                                                                 | Saint Lucia                                                                | 1 – 1                                                                      | San Marino                                                                 | Amichevole                                                                 | -                                                                          | Cap.                                                                       |
| 20-11-2022                                                                 | Gros Islet                                                                 | Saint Lucia                                                                | 1 – 0                                                                      | San Marino                                                                 | Amichevole                                                                 | 1                                                                          | Cap.                                                                       |
| 24-3-2023                                                                  | The Valley                                                                 | Anguilla                                                                   | 1 – 2                                                                      | Saint Lucia                                                                | CONCACAF Nations League 2022-2023 - 1º turno                               | -                                                                          | Cap.                                                                       |
| 28-3-2023                                                                  | Gros Islet                                                                 | Saint Lucia                                                                | 3 – 1                                                                      | Dominica                                                                   | CONCACAF Nations League 2022-2023 - 1º turno                               | 2                                                                          | Cap.                                                                       |
| 8-9-2023                                                                   | Willemstad                                                                 | Sint Maarten                                                               | 1 – 5                                                                      | Saint Lucia                                                                | CONCACAF Nations League 2023-2024 - 1º turno                               | -                                                                          |                                                                            |
| 11-9-2023                                                                  | Gros Islet                                                                 | Saint Lucia                                                                | 2 – 0                                                                      | Saint Kitts e Nevis                                                        | CONCACAF Nations League 2023-2024 - 1º turno                               | -                                                                          |                                                                            |
| Totale                                                                     |                                                                            | Presenze                                                                   | 53                                                                         |                                                                            | Reti                                                                       | 11                                                                         |                                                                            |

## Palmarès

### Club

#### Competizioni nazionali
- Campionato di Trinidad e Tobago: 2

W Connection: 2011-2012, 2013-2014
- Coppa di Trinidad e Tobago: 1

W Connection: 2013-2014